# Vremenski banditi
Vremenski banditi (eng. Time Bandits) je znanstvenofantastični film režisera Terryja Gilliama iz 1981. Opisuje doživljaje dječaka koji se priključuje neobičnoj bandi patuljaka na njihovim putovanjima kroz vrijeme.  
Iako je film namijenjen djeci, ima sličnosti s drugim Gilliamovim uradcima, Brazilom i Pustolovinama baruna Münchhausena.  Osnovna tema je mašta, a glavni lik je idealist u sukobu s okolinom koja ga ne razumije i pritišće.  Kroz cijeli film je naglašena kritika materijalističkog i tehnološkog društva.  
U filmu su prisutni elementi crnog humora i groteske, sličnih onima u djelima Montyja Pythona.  Na izradi su, osim Gilliama, sudjelovali i Michael Palin i John Cleese.

## Radnja
Na početku filma se upoznajemo s Kevinom i njegovim nezainteresiranim roditeljima koji ne cijene dječakove interese i maštu.  Jedne večeri u njegovoj sobi se pojavljuje grupa patuljaka koja ga otima i bježi s njim kroz prostorno-vremenski portal.  Patuljci su u bijegu od Vrhovnog Bića (Boga), kojemu su ukrali kartu s rasporedom portala.  Oni su nekada radili za Vrhovno Biće, ali su iz nezadovoljstva odlučili pobjeći i okoristiti se kartom da bi se obogatili.  Karte se želi domoći i Zlo Biće, kako bi preuredilo Svemir po svojim željama.  
Kevin s banditima putuje u Italiju za vrijeme napoleonskih ratova, srednjovjekovnu Englesku, antičku Grčku i na Titanic, te putem susreće poznate ličnosti poput Napoleona, Robina Hooda i Agamemnona.  Patuljci se cijelo vrijeme nastoje domoći novca, a posebno se zainteresiraju za Najvrjedniji predmet za kojeg su saznali namjerom Zlog Bića da ih namami u svoju tamnicu.  Radi toga putuju u Vrijeme legendi, gdje, nakon bijega od čudovišnog ljudoždera, pronalaze Utvrdu vječne tame, dom Zlog Bića.  Tamo bivaju zarobljeni, ali se oslobađaju i suprotstavljaju zlu. Unatoč trudu, pobjeđuju tek dolaskom Vrhovnog Bića, kada doznaju da je sve bilo dio njegovog plana. Zlo je naizgled pobijeđeno, Vrhovno Biće vraća patuljke na stari posao, a Kevina natrag kući.  

## Vanjske poveznice
Vremenski banditi u internetskoj bazi filmova IMDb-a